# Países Bajos en los Juegos Olímpicos de París 1900
Los Países Bajos estuvieron representados en los Juegos Olímpicos de París 1900 por un total de 35 deportistas que compitieron en 7 deportes.  

## Medallistas
El equipo olímpico neerlandés obtuvo las siguientes medallas:
| Nombre | Deporte  | Competición                |
| --- | -------- | -------------------------- |
| Oro |          |                            |
| François Brandt Roelof Klein Hermanus Brockmann (t) | Remo     | Dos con timonel (M2+) M    |
| Plata |          |                            |
| Coenraad Hiebendaal Geert Lotsij Paul Lotsij Johannes Terwogt Hermanus Brockmann                                                                        | Remo     | Cuatro con timonel (M4+) M |
| Bronce |          |                            |
| Johannes Drost | Natación | 200 m espalda M            |
| François Brandt Johannes van Dijk Roelof Klein Ruurd Leegstra Walter Middelberg Hendrik Offerhaus Walter Thijssen Henricus Tromp Hermanus Brockmann (t) | Remo     | Ocho con timonel (M8+) M   |
| Solko van den Bergh Antonius Bouwens Dirk Boest Gips Henrik Sillem Anthony Sweijs                                                                       | Tiro     | Pistola militar por eqs. M |